# Liste der Internationalen Meister (Verleihung 1969)

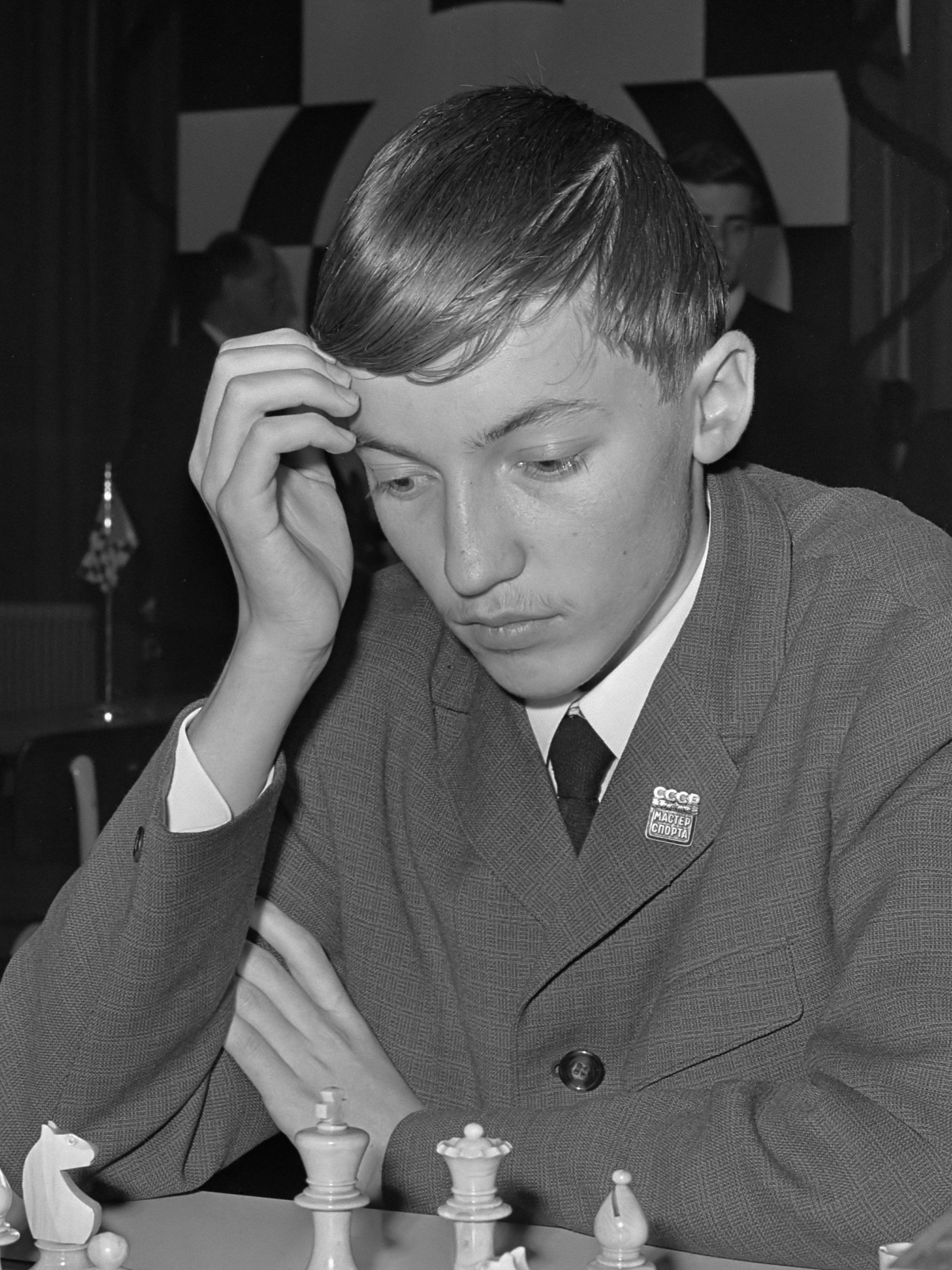
Anatoli Karpow war von 1975 bis 1985 Weltmeister und von 1993 bis 1999 FIDE-Weltmeister.

Die Liste der Internationalen Meister des Jahres 1969 führt alle Schachspieler auf, die im Jahr 1969 vom Weltschachbund FIDE den Titel Internationaler Meister erhalten haben.
Im Januar 2025 sind noch neun der damals 21 geehrten Spieler am Leben. Acht der 21 Spieler erreichten später den Großmeistertitel, darunter mit Anatoli Karpow ein späterer Weltmeister.

## Legende
Die Tabelle enthält folgende Angaben:
- Name: Nennt den Namen des Spielers.
- Land: Nennt das Land, für das der Spieler 1969 spielberechtigt war.
- Lebensdaten: Nennt das Geburtsjahr und gegebenenfalls das Sterbejahr des Spielers.
- GM: Gibt für Spieler, die später zum Großmeister ernannt wurden, das Jahr der Verleihung an.
- weitere Verbände: Gibt für Spieler, die früher oder später für mindestens einen anderen Verband spielberechtigt waren, diese Verbände mit den Zeiträumen der Spielberechtigung (sofern bekannt) an. Verbandswechsel aufgrund der deutschen Wiedervereinigung sind nicht aufgeführt, sonstige Wechsel zu einem Nachfolgestaat sind berücksichtigt, sofern der Spieler zu diesem Zeitpunkt noch schachlich aktiv war.

## Liste
| Name                    | Land                       | Lebensdaten | GM   | weitere Verbände             |
| ----------------------- | -------------------------- | ----------- | ---- | ---------------------------- |
| Bruce Amos              | Kanada                     | 1946        |      |                              |
| Ardiansyah              | Indonesien                 | 1951–2017   | 1986 |                              |
| Walter Browne           | Australien                 | 1949–2015   | 1970 | Vereinigte Staaten (ab 1973) |
| Géza Füster             | Kanada                     | 1910–1990   |      | Ungarn (bis 1953)            |
| Silvino García Martínez | Kuba                       | 1944        | 1975 |                              |
| Hans-Joachim Hecht      | Bundesrepublik Deutschland | 1939        | 1973 |                              |
| Robert Hübner           | Bundesrepublik Deutschland | 1948–2025   | 1971 |                              |
| Shimon Kagan            | Israel                     | 1942–2024   |      |                              |
| Anatoli Karpow          | Sowjetunion                | 1951        | 1970 | Russland (seit 1992)         |
| David Levy              | Schottland                 | 1945        |      |                              |
| Sergio Mariotti         | Italien                    | 1946        | 1974 |                              |
| Ljubomir Mašić          | Jugoslawien                | 1936–2002   |      |                              |
| Dieter Mohrlok          | Bundesrepublik Deutschland | 1938–2010   |      |                              |
| Renato Naranja          | Philippinen                | 1940        |      |                              |
| Albin Planinc           | Jugoslawien                | 1944–2008   | 1972 |                              |
| Jorge Rubinetti         | Argentinien                | 1945–2016   |      |                              |
| Anthony Saidy           | Vereinigte Staaten         | 1937        |      |                              |
| Zvonko Vranesic         | Kanada                     | 1938        |      | Jugoslawien (bis 1958)       |
| Laszlo Witt             | Kanada                     | 1933–2005   |      | Ungarn (bis 1956)            |
| Max Arie Wotulo         | Indonesien                 | 1932–2000   |      |                              |
| Olavo Yépez             | Ecuador                    | 1937–2021   |      |                              |